# Musée du mobilier miniature
Le musée du mobilier miniature situé à Vendeuvre, dans l'orangerie du château de Vendeuvre (Normandie, France), rassemble la première collection au monde de mobilier miniature.
Ce panorama à échelle réduite des arts décoratifs du XVIe siècle à 1930, comprend plus de 700 meubles d'époque et des milliers d'objets…

## Historique et classification
C'est à l'âge de sept ans qu'Elyane de Vendeuvre admirait pour la première fois, chez une tante âgée, un petit secrétaire du XVIIIe siècle. Fascinée par la passion de cet enfant pour ce chef-d'œuvre, sa tante le lui offrit pour ses dix-huit ans. Ce fut le point de départ de la collection…
Les dimensions surprenantes de ce mobilier miniature fascinent et déroutent…
La diversité des formes et des échelles, la multiplicité des matériaux utilisés (bois, cire, terre, papier, cuir, bronze, céramique…), la variété des mécanismes prouvent les motivations dans la création de ces meubles sont nombreuses.
Nous les classons en six catégories principales :
- les modèles ou maquettes
- Les chefs-d'œuvre de maîtrise ou de compagnon
- Les délassements
- Les travaux de tabletterie
- Le mobilier religieux
- Les meubles de l'enfance

## Les modèles
Au stade de la création, après avoir exécuté des dessins, l'artisan fabrique un modèle à échelle réduite, donnant au mieux l'idée du volume. Ces modèles étaient parfois en plâtre, en terre cuite ou en cire. Parfois aussi ces modèles étaient en bois naturel, marqueterie, tissu, métal, pierres dures, dans les mêmes matériaux que les grands meubles.
Au stade de la commercialisation, certains artisans et industriels plaçaient dans leurs points de vente des modèles comme Chippendale, ou les envoyaient à leurs clients lointains.
Jadis les artisans menuisiers travaillaient chez leurs clients, apportant leurs outils et leurs modèles.

## Les chefs-d'œuvre
Pour passer maître au temps des corporations, les compagnons menuisiers devaient présenter un chef-d'œuvre, la plupart du temps grandeur nature, mais parfois un modèle réduit.
C'est surtout au XIXe siècle que l'essor du compagnonnage favorise dans tous les métiers la recherche de la qualité, concrétisée par l'exécution d'un chef-d'œuvre.
L'esprit de compagnonnage, fait de désintéressement, veut que les chefs-d'œuvre restent anonymes, ce qui rend difficile les attributions.
Encore de nos jours, les élèves des écoles d'art, à l'aboutissement de leurs études, prouvent leur talent par la fabrication d'un meuble réduit.